# Ton Hartsuiker
Antoni Fredrik „Ton“ Hartsuiker (* 12. Mai 1933 in Zwolle/Provinz Overijssel; † 8. Mai 2015 in Utrecht/Provinz Utrecht) war ein niederländischer klassischer Pianist, Komponist und Musikpädagoge, der vor allem als Interpret klassischer Musik des 20. Jahrhunderts und als Radiomoderator bekannt war.

## Leben und Wirken
Seinen ersten Klavierunterricht erhielt er von seinem Vater Andries Hartsuiker (1903–1993), Komponist und damals Lehrer an der Städtischen Musikschule Zwolle. Er nahm auch einige Zeit Unterricht bei Wolfgang Wijdeveld. Er debütierte 1946 als 13-Jähriger in der Kirche in Ommen. Am Königlichen Konservatorium in Den Haag wurde er von Léon Orthel als Pianist weitergebildet, sein Interesse galt jedoch noch mehr der Musikpädagogik.
Er war ab Ende der 1970er Jahre Direktor sowohl des Utrechts Conservatorium als auch des Conservatorium van Amsterdam und unterrichtete auch am Rotterdams Conservatorium und am Twentsch Conservatorium in Enschede bis zu seiner Pensionierung 1998. Von 1969 bis 1991 präsentierte er 22 Jahre lang die Sendung Musica Nova auf NPO Radio 4 (bis 1985 „Hilversum 4“), dem niederländischen Radiosender klassischer Musik der Rundfunkorganisation NOS. Er war musikalischer Leiter und Pianist des Ensembles M, das er 1974 zusammen mit dem Dirigenten David Porcelijn gegründet hatte und das bis 1978 bestand.
Er gewann 1998 den mit 10.000 Gulden dotierten GeNeCo-Komponistenpreis. Für seine Beiträge zur Musik in den Niederlanden wurde er von der niederländischen Königin Beatrix 1998 zum Ritter geschlagen und erhielt 2002 den Hogenbijl-Preis.
Zu seinen zahlreichen Schülern an mehreren Musikakademien und als Privatlehrer gehörten Alwin Bär, Guus Janssen und Lucas & Arthur Jussen. Louis Andriessen widmete ihm das Werk für Klavier Prospettive e Retrospettive, Tristan Keuris ihm sowie seiner Frau und seinem Vater das Werk für Vokalensemble L’Infinito.
Hartsuiker war seit 1969 mit der Mezzosopranistin Inge Frölich (* 1939) verheiratet.

## Publikationen
- als Hrsg.: Neue Niederländische Klaviermusik. Breitkopf & Härtel, Wiesbaden 1983, Heft 1: ISMN 979-0-00417603-0 (Suche im WorldCat), Heft 2: ISMN 979-0-00417604-7 (Suche im WorldCat).
- mit Marteen Brandt (Hrsg.): Time Machine. Over en door Otto Ketting. Donemus, Amsterdam 1997, ISBN 978-90-6403-497-8.